# Ruta europea E80
La ruta europea E80 es una carretera que forma parte de la Red de Carreteras Europeas. Empieza en Lisboa, Portugal, y termina en Gürbulak, Turquía, en la frontera con Irán. 
La carretera atraviesa: Lisboa-Aveiro-Salamanca-Valladolid-Burgos-Miranda de Ebro-Vitoria-San Sebastián-Toulouse-Niza-Génova-Roma-Pescara … Dubrovnik-Petrovac-Podgorica-Pristina-Niš-Sofía-Svilengrad-Kapitan Andreevo/Kapıkule (frontera Bulgaria-Turquía)-Edirne-Estambul-İzmit-Gerede-Merzifon-Erzurum-Gürbulak (frontera Irán-Turquía).

## AH1
La E80 sigue por la Autopista Asiática 1 (AH1), a través de Turquía y el Bósforo cruza a través del Puente de Fatih Sultan Mehmet o el Segundo Puente del Bósforo.

## Carreteras por las que pasa

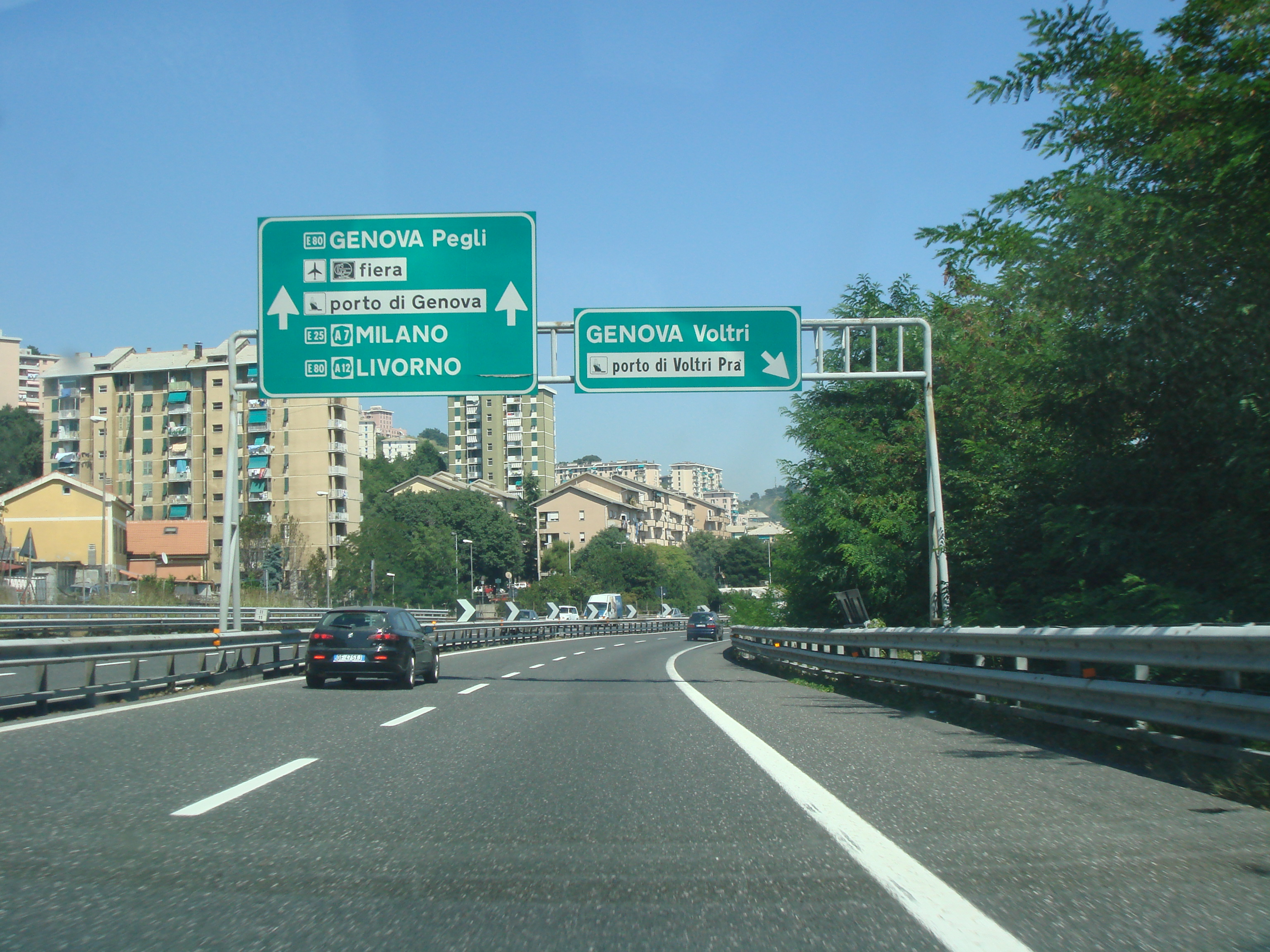
La E80 a su paso por Génova, en Italia.

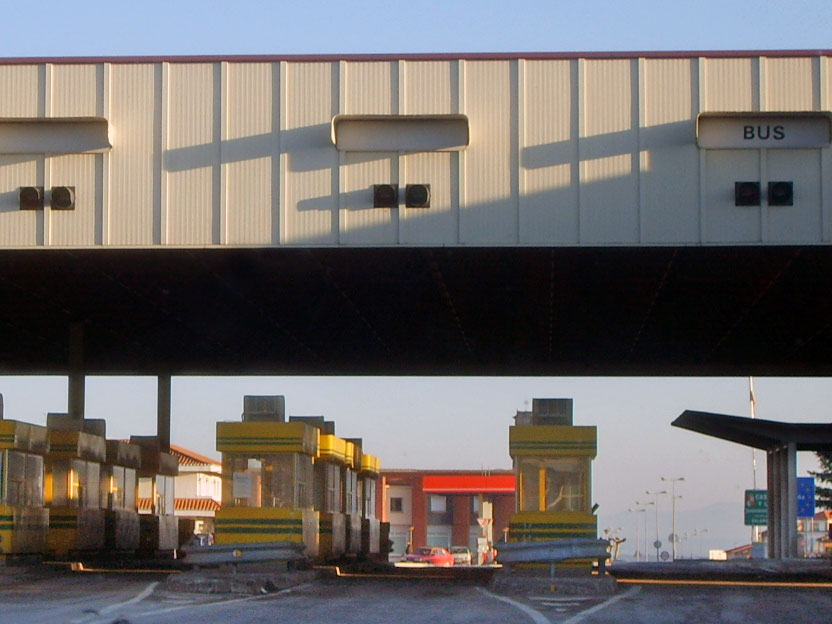
Frontera Hispano-lusa en la Carretera de Castilla en Fuentes de Oñoro, España.

### Portugal
- A 1   IP 5  Autostrada do Norte
- A 25  Autoestrada das Beiras Litoral e Alta (Aveiro-Vilar Formoso)

### España
- A-62  Autovía de Castilla
- BU-30  Circunvalación de Burgos
- AP-1  Autopista del Norte de Burgos a Miranda de Ebro
- A-1  Autovía del Norte de Miranda de Ebro a Vitoria
- N-622  Vitoria-AP-1
- AP-1  Autopista del Norte de Vitoria a Éibar
- AP-8  Autopista del Cantábrico de Éibar a Irún

### Francia
- Autoroute de la Côte Basque: España (Hendaye) a A64 (Bayonne)
- La Pyrénéenne: Bayonne a A620 (Toulouse)
- Cinturón Periférico de Toulouse
- Autoroute des Deux Mers: Toulouse a A9 (Narbonne)
- La Catalane: Narbonne a A54 (Nîmes)
- La Camarguaise: Nîmes a A7 (Salon-de-Provence)
- Autoroute du Soleil: Salon-de-Provence a A8 (Coudoux)
- La Provençale: Coudoux a Italia (Menton)

### Italia
- Autostrada dei Fiori: Francia (Ventimiglia) a A7 (Génova)
- Autostrada dei Giovi: a A12 (Génova)
- Autostrada Azzurra: Génova a SS1 (Rosignano Marittimo)
- Via Aurelia: Rosignano Marittimo a A12 (Tarquinia) via Grosseto
- Autostrada Azzurra: Tarquinia a A91 (Fiumicino)
- Autostrada Roma-Fiumicino: Fiumicino a A90 (Roma)
- Grande Raccordo Anulare (A90): a A24 (Roma)
- Autostrada dei Parchi: Roma a A25 (Borgorose)
- Autostrada dei Parchi: Borgorose a RA12 (Chieti)
- Chieti a SS16 dir-C (Pescara)
- RA12 a Porto di Pescara
- Pescara a Croacia.

### Croacia
- Jadranska Magistrala: Dubrovnik a Montenegro

### Montenegro
- Croacia (Debeli Brijeg) a M-1.1 (Sutomore)
- Sutomore a M-2 (Virpazar)
- Virpazar a M-5 (Ribarevine) por Podgorica
- Ribarevine a Serbia (Dračenovac)

### Serbia/Kosovo
- Špijani a M32 (Ribariće)
- Ribariće a Kosovo (Vitkoviće)
- Serbia (Bërnjak) a R7 (Pristina)
- Pristina a M-25 (Trudë)
- Trudë a Serbia (Merdar)
- Kosovo (Merdare) a A1 (Merošina)
- Merošina a A4 (Trupale)
- Niš a Bulgaria

### Bulgaria
- Serbia (Kalotina) a A6 (Dragoman)
- Dragoman a I-16 (Sofia)
- Hacia A1 (Sofia)
- Sofia a A4 (Chirpan) por Plovdiv
- Chirpan a Turquía (Kapitan Adreevo)

### Turquía
- Bulgaria (Kapıkule) a O-3 (Edirne)
- Edirne a O-7 (Siliviri)
- Siliviri a O-4 (Hendek) por Estambul
- Hendek a D.100 (Gerede)
- Gerede a Irán (Gürbulak)

### Irán
- Carretera 32 - AH1: Bazargan

Nota: los nombres de las ciudades que unen las autopistas o carreteras van en función de la parte que sigue la ruta europea, no la autopista o carretera completa.

## Coordenadas
- Extremo Oeste-Lisboa 38°47′24.2″N 9°6′49.6″O / 38.790056, -9.113778
- Extremo Este-Gürbulak 39°24′37″N 44°22′41.6″E / 39.41028, 44.378222